# Forty Fort
Forty Fort és una població dels Estats Units a l'estat de Pennsilvània. Segons el cens del 2000 tenia 4.579 habitants.

## Demografia
Segons el cens del 2000, Forty Fort tenia 4.579 habitants, 1.989 habitatges, i 1.261 famílies. La densitat de població era de 1.319,4 habitants per quilòmetre quadrat.
Dels 1.989 habitatges en un 25,7% hi vivien nens de menys de 18 anys, en un 50,6% hi vivien parelles casades, en un 10,1% dones solteres, i en un 36,6% no eren unitats familiars. En el 32,4% dels habitatges hi vivien persones soles el 14,8% de les quals corresponia a persones de 65 anys o més que vivien soles. El nombre mitjà de persones vivint en cada habitatge era de 2,29 i el nombre mitjà de persones que vivien en cada família era de 2,94.
Per edats la població es repartia de la següent manera: un 20,5% tenia menys de 18 anys, un 7,2% entre 18 i 24, un 27,6% entre 25 i 44, un 25,1% de 45 a 60 i un 19,6% 65 anys o més.
L'edat mediana era de 42 anys. Per cada 100 dones de 18 o més anys hi havia 81,9 homes.
La renda mediana per habitatge era de 40.306 $ i la renda mediana per família de 50.667 $. Els homes tenien una renda mediana de 36.696 $ mentre que les dones 29.199 $. La renda per capita de la població era de 20.558 $. Entorn del 5,4% de les famílies i el 6% de la població estaven per davall del llindar de pobresa.

## Poblacions més properes
El següent diagrama mostra les poblacions més properes.